# Деликатесы (фильм)
«Деликате́сы», также известен под названием «Мясная лавка» (фр. Delicatessen) — французский кинофильм, первая полнометражная картина Жан-Пьера Жёне и Марка Каро.

## Сюжет
Действие фильма происходит в постапокалиптичной Франции, где еда такая редкость, что служит заменителем денег, молодой клоун находит работу в мясной лавке на первом этаже многоквартирного дома. Он не знает, что его хозяин, он же владелец дома, снабжает жильцов деликатесными мясными блюдами, приготовленными из своих работников. Беда в том, что в нового работника влюбляется дочь мясника. В прошлом гастрономия одерживала верх над романтическими устремлениями, но новый претендент произвел на неё слишком большое впечатление.

## В ролях
| Актёр              | Роль              |
| ------------------ | ----------------- |
| Доминик Пинон      | Луисон            |
| Мари-Лор Дуньяк    | Жюли Клапе        |
| Жан-Клод Дрейфус   | Клапе             |
| Карин Виар         | Мадемуазель Плюсс |
| Тикки Ольгадо      | Марсель Тапиока   |
| Анн-Мари Пизани    | Мадам Тапиока     |
| Бобан Яневски      | Реми Тапиока      |
| Микаэль Тодде      | Люсьен Тапиока    |
| Эдит Кер           | бабушка           |
| Рюфюс              | Роберт Кубе       |
| Жак Мату           | Роже              |
| Говард Вернон      | Месье Потин       |
| Сильви Лагуна      | Орор              |
| Жан-Франсуа Перрье | Жорж              |
| Чик Ортега         | почтальон         |
| Марк Каро          | Фокс              |
| Доминик Зарди      | таксист           |

## Награды и номинации
- 1991 — Приз «Золотой Хьюго» за лучший фильм на Чикагском кинофестивале.
- 1991 — Премия Европейской киноакадемии в категории «европейский художник года» (Мильен Крека Клякович, Валери Поццо ди Борго), а также номинация в категории «молодёжный европейский фильм года» (Жан-Пьер Жёне, Марк Каро).
- 1991 — 4 премии Каталонского фестиваля в Сиджесе: лучший режиссёр (Жан-Пьер Жёне, Марк Каро), лучший актёр (Доминик Пинон), лучший оригинальный саундтрек (Карлос Д’Алессио), приз каталонской ассоциации сценаристов и критиков.
- 1991 — Золотой приз международного кинофестиваля в Токио.
- 1991 — участие в конкурсной программе Стокгольмского кинофестиваля.
- 1992 — 4 премии «Сезар»: лучший дебютный фильм (Жан-Пьер Жёне, Марк Каро), лучший сценарий (Жан-Пьер Жёне, Марк Каро, Жиль Адриен), лучшая работа художника (Жан-Филипп Карп, Мильен Крека Клякович), лучший монтаж (Эрве Шнейд). Кроме того, лента получила 6 номинаций: лучший актёр второго плана (Жан-Клод Дрейфус), самая многообещающая актриса (Мари-Лор Дуньяк), лучшая музыка (Карлос Д’Алессио), лучшая операторская работа (Дариус Хонджи), лучшие костюмы (Валери Поццо ди Борго), лучший звук (Венсан Арнарди, Жером Тио).
- 1992 — Приз зрительских симпатий и номинация на лучший фильм в жанре фэнтези на фестивале «Фантаспорто».
- 1993 — Номинация на премию Британской киноакадемии за лучший неанглоязычный фильм.